# Acraea interruptella
Acraea interruptella är en fjärilsart som beskrevs av Embrik Strand 1909. Acraea interruptella ingår i släktet Acraea och familjen praktfjärilar. Inga underarter finns listade i Catalogue of Life.